# سيرجيو ريبيرو
سيرجيو ريبيرو (بالبرتغالية: Sérgio Ribeiro) هو سياسي برتغالي، ولد في 21 ديسمبر 1935 في لشبونة في البرتغال. حزبياً، نشط في الكتلة الديمقراطية الموحدة ‏.

## مناصب
- انتخب عضو مجلس الجمهورية  [لغات أخرى]‏ عن دائرة شنترين [الإنجليزية]‏ وقد انضم خلال فترته النيابية [الإنجليزية]‏ للكتلة البرلمانية الحزب الشيوعي البرتغالي.
- انتخب عضو في البرلمان الأوروبي عن دائرة البرتغال [الإنجليزية]‏ لترشحه ضمن قائمة الكتلة الديمقراطية الموحدة [الإنجليزية]‏، وقد انضم خلال فترته النيابية (22 أكتوبر 1990 – 18 يوليو 1994) للكتلة البرلمانية وحدة اليسار [الإنجليزية]‏.
- في انتخابات البرلمان الأوروبي 1994، انتخب عضو في البرلمان الأوروبي عن دائرة البرتغال [الإنجليزية]‏ لترشحه ضمن قائمة الكتلة الديمقراطية الموحدة [الإنجليزية]‏، وقد انضم خلال فترته النيابية (19 يوليو 1994 – 19 يوليو 1999) للكتلة البرلمانية اليسار المتحد الأوروبي-اليسار الأخضر النوردي.
- انتخب عضو في البرلمان الأوروبي عن دائرة البرتغال [الإنجليزية]‏ لترشحه ضمن قائمة الكتلة الديمقراطية الموحدة [الإنجليزية]‏، وقد انضم خلال فترته النيابية (3 فبراير 2004 – 19 يوليو 2004) للكتلة البرلمانية اليسار المتحد الأوروبي-اليسار الأخضر النوردي.
- في انتخابات البرلمان الأوروبي 2004، انتخب عضو في البرلمان الأوروبي عن دائرة البرتغال [الإنجليزية]‏ لترشحه ضمن قائمة الكتلة الديمقراطية الموحدة [الإنجليزية]‏، وقد انضم خلال فترته النيابية (20 يوليو 2004 – 11 يناير 2005) للكتلة البرلمانية اليسار المتحد الأوروبي-اليسار الأخضر النوردي.